# İstanbulspor Beylikdüzü
O İstanbulspor Beylikdüzü Basketbol Kulübü, conhecido também apenas como İstanbulspor Beylikdüzü, é um clube de basquetebol baseado em Istambul, Turquia que atualmente disputa a TBL. Manda seus jogos no Ginásio Esportivo Zeyyad Baykara Kapalı com capacidade para 750 espectadores.

## Histórico de Temporadas
| Temporada | Nível | Liga | Pos. | J     | PL  | Resultado |
| --------- | ----- | ---- | ---- | ----- | --- | --------- |
| 1995-96   | 2     | D2   | 3    |       |     |           |
| 1996-97   | 2     | D2   | 11   |       |     |           |
| 1997-98   | 2     | D2   | 8    |       |     |           |
| 1997-98   | 2     | D2   | 8    |       |     |           |
| 1999-00   | 2     | D2   | 5    | 14-8  |     |           |
| 2000-01   | 2     | D2   | 5    | 4-4   |     |           |
| 2001-02   | 2     | D2   | 5    | 4-4   |     |           |
| 2002-03   | 2     | D2   | 5    | 4-4   |     |           |
| 2003-04   | 2     | D2   | 7    | 6-12  | 5-9 |           |
| 2004-05   | 2     | D2   | 8    | 18-10 |     |           |
| 2005-06   | 2     | D2   | 8    |       |     |           |
| 2006-07   | 2     | D2   | 8    |       |     |           |
| 2007-08   | 3     | D3   |      |       |     |           |
| 2010-11   | 2     | TB2L | 7    | 11-11 |     |           |
| 2011-12   | 2     | TB2L | 7    | 11-11 |     |           |
| 2012-13   | 2     | TB2L | 17   | 5-29  |     | Rebaixado |
| 2013-14   | 3     | TB3L | 1    | 9-1   | 0-5 |           |
| 2014-15   | 3     | TB3L | 3    | 14-8  |     |           |
| 2015-16   | 3     | TB3L | 6    | 10-12 |     | Promovido |
| 2016-17   | 3     | TB2L | 2    | 17-5  | 3-3 | Promovido |
| 2017-18   | 2     | TBL  |      |       |     |           |

- fonte:eurobasket.com